# Colegio de Abogados de Venezuela
La Federación de Colegios de Abogados es la entidad máxima de representación de los abogados venezolanos, tiene una gran influencia en el escenario político nacional y económico. En Venezuela, sólo los colegios de abogados tienen el poder de autorizar el ejercicio de la profesión de abogado, concedida después de un riguroso examen tanto oral como escrito.

## Historia
Fue creado el 7 de febrero de 1993 mediante decreto del presidente Carlos Andrés Pérez, y se instaló el 21 de agosto de ese año. Su núcleo organizacional es la Federación de los Colegios de Abogados con sede en Caracas. Integrado por todos los colegios de Abogados de los Estados, el Distrito Capital y las delegaciones los colegios de Abogados de los Estados tienen la sede en cada capital estadal, por Ejemplo el Colegio de Abogados del Estado Zulia con sede en Maracaibo. Su actual presidenta es Marlene Robles de Rodríguez.